# Peter Challman
Peter Challman (född Källman), född 1 oktober 1823 vid Voxna bruk, död 8 juli 1900 i Challer, Iowa, var en svenskamerikansk snickare och predikant.
Peter Källman föddes som sin till kolaren Matts Källman. Han innehade en tjänst som dräng när han fångades av Erik-jansianismen och utsågs till en av dess "apostlar". Han lämnade Sverige 20 juni 1846, anlände till USA 28 oktober och bosatte sig i Bishop Hill. 1847 flyttade han till La Fayette, Illinois och kort därpå till Galesburg. Han erkade där som snickare men begav sig 1850 som ledare för ett lag guldgrävare till Kalifornien. Han återvände dock redan 1851 till Victoria där han återgick till snickarverksamheten och anslöt sig till episkopala metodistförsamlingen. 1852 blev han lokal kyrkoledare och antogs av The Rock River conferens på prov till predikant. Challman innehade anställning i metodistförsamlingarna i Andover och Rock Island och besökte de svenska nybyggarna i Minnesota 1854-55. Han var predikant i Victoria och Galesburg med kringliggande trakter 1855-57. Challman var presiderande äldste i svenska distriktet av The Illinois central conference 1857-1865 och predikant hos församlingen i Bishop Hill fram till 1866. Han besökte Sverige 1866. Sedan han återvänt till USA bosatte han sig på en farm i Knox County, Illinois och övergick till den fria metodistkyrkan. 1884 flyttade han till nordvästra Iowa och återgick där till den episkopala metodistkyrkan.